# Horváth Géza-emlékérem
 A Horváth Géza-emlékérem létesítéséről a Magyar Agrártudományi Egyesület (MAE) 1973 őszén határozott először, és 2009-ig minden évben a növényvédelmi szakmának, a növényorvoslásnak – a tudományterület specialitásától függetlenül – legkiemelkedőbb személyiségeinek elismerését jelentő kitüntetést adományozza, melyet 2010-től – a kitüntetés folyamatosságát fenntartva – annak odaítéléséről a Magyar Növényvédelmi Társaság (MNT) alapszabályainak megfelelően határoz. Az MNT Alapító Okiratában ez szerepel: „Az MNT emlékérmeket adományoz az arra érdemes teljesítményt felmutató szakembereknek. "[…] Horváth Géza-emlékérem. Több évtizedes kutató, oktató, és szervező tevékenységért bármely szakterületről.” A Horváth Géza-emlékérem felső oldalán Horváth Géza bronzportréjának domború nyomata, a születésének és halálának évszáma: 1847-1937 található.

Horváth Géza-emlékérem átadás előtt készített fotója 2010-ben, Pénzes Béla részére

A Horváth Géza-emlékérem hátoldala (Molnár János, 2017)

A hátoldalán (nehezen olvasható) körben a felirat:
A MAE NÖVÉNYVÉDELMI TÁRSASÁGBAN KIFEJTETT TUDOMÁNYOS (középen) TÁRSADALMI MUNKÁÉRT, továbbá a MAE szimbóluma (kalász és mikroszkóp), illetve bevésve a kitüntetett neve, az elismerés éve. Tekintettel arra, hogy a Horváth Géza-emlékérem alapítása a kommunista társadalmi berendezkedés (Kádár-rendszer) idején született, a két babérhajtással körbe ölelt ötágú vörös csillag jelképe is látható. Az érem kinézete ma „retro" érzéseket támaszthat, készítője nem ismert.
Az emlékérem kitüntetettjei között leginkább kiváló kutatókat, oktatókat, szakembereket találunk, néhány politikailag motivált esettől eltekintve. Voltak olyan évek, amelyekben nem került kiadásra az emlékérem, de voltak olyan évek is, amikor 2-3, sőt 4 személy is megkapta az elismerést.
Azonban 1992-től minden évben csak egy Horváth-Géza-emlékérem került kiosztásra, leginkább az MTA Dísztermében, ünnepi alkalmak során (Növényvédelmi Tudományos Napok, február hónapban). Megjegyzés: a Magyar Helyesírás Szabályai 12. kiadás szerint az X Y-emlékérem kötőjellel írandó, azonban a kitüntetéseken és a Növényvédelem folyóirat megemlékezés cikkeiben mint „X Y Emlékérem” szerepelnek (2024). a MAE Növényvédelmi Társaságból 2009-ben önálló szakmai szervetetként jött létre a Magyar Növényvédelmi Társaság (MNT, HPPS) - a kiválóságok elismerésének folyamatosságát fenntartva, 2010-től az MNT kitüntetéseként odaítélve.

## Az elismerést kapták
1974 – Csorba Zoltán (1904-1981)
1975 – Jermy Tibor (1917-2014)
1975 – Nechay Olivér (1913-1979)
1978 – Sándor Ferenc
1979 – Kováts István
1980 – Szelényi Gusztáv (1904-1982)
1981 – Nagy Bálint (1930-2015)
1982 – Bognár Sándor (1921-2011)
1982 – Major Géza
1983 – Josepovits Gyula (1922-2005)
1983 – Kovács László
1983 – Bordás Sándor (1915-1988)
1984 – Hoványi Ferenc
1985 – Sáringer Gyula (1928-2009)
1986 – Vörös József (1929-1991)
1987 – Szepessy István (1927-2015)
1988 – Szirmai János (1909-2001)
1989 – Lehoczky János (1925-1993)
1990 – Milinkó István (1924-2014)
1991 - Nagy Barnabás (1921-2020)
1991 – Seprős Imre
1992 – Jenser Gábor (1930-2015)
1993 – Szalay-Marzsó László (1929-2000)
1994 – Huzián László (1923-1996)
1995 – Klement Zoltán (1926-2005)
1996 – Balázs Klára
1997 – Horváth József 
1998 – Kuroli Géza (1936-2016)
1999 – Vajna László
2000 – Eke István
2001 – V. Németh Mária (1924-2011)
2003 – Tóth Miklós
2004 – Glits Márton (1934-2022)
2005 – Király Zoltán (1925-2021)
2006 – Gáborjányi Richard
2007 – Fischl Géza
2008 – Szarukán István
2009 – Békési Pál 
2010 – Reisinger Péter
2011 – Pénzes Béla
2012 – Basky Zsuzsa
2013 – Béres Imre
2014 – Mesterházy Ákos
2015 – Érsek Tibor
2016 – Kádár Aurél
2017 – Molnár János
2018 – Benedek Pál
2019 – Palkovics László
2020 – Papp László (1946-2021)
2021 – Kazinczi Gabriella
2022 – Ripka Géza
2023 - Hornok László
2024 -  Balázs Ervin